# SCN10A
SCN10A, em inglês Sodium channel, voltage gated, type X, alpha subunit (canal de sódio, dependente de voltagem, tipo X, subunidade alfa) ou Nav1.8 é uma proteína que nos humanos é codificada pelo gene com o mesmo nome.
Nav1.8 é uma subunidade de canal de sódio.
Este subtipo de canal de sódio dependente de voltagem tem a sua expressão efectuada em nociceptores e foi proposto como um alvo para o desenvolvimento de novos analgésicos.
Em 2013, Bezzina & al mostraram que variantes comuns em SCN5A-SCN10A e HEY2 estão associados à síndrome de Brugada.
O roedor da espécie Onychomys torridus, nativo do sudoeste dos Estados Unidos da América, possui uma mutação em no gene que codifica Nav1.8. Esta mutação, que induz uma alteração na sequência de aminoácidos na proteína, faz com que este animal seja imune ao veneno produzido pelo escorpião da espécie Centruroides sculpturatus, podendo desta forma alimentar-se dele.